# Grand Prix Kanady 2019
Grand Prix Kanady 2019, oficjalnie Formula 1 Pirelli Grand Prix du Canada 2019 – siódma runda eliminacji Mistrzostw Świata Formuły 1 w sezonie 2019. Grand Prix odbyło się w dniach 7–9 czerwca 2019 na torze Circuit Gilles Villeneuve w Montrealu.

## Lista startowa
| Nr | Kierowca           | Zespół                           | Samochód                      | Silnik           | Opony |
| -- | ------------------ | -------------------------------- | ----------------------------- | ---------------- | ----- |
| 3  | Daniel Ricciardo   | Renault F1 Team                  | Renault R.S.19                | Renault 1.6T V6  | P     |
| 4  | Lando Norris       | McLaren F1 Team                  | McLaren MCL34                 | Renault 1.6T V6  | P     |
| 5  | Sebastian Vettel   | Scuderia Ferrari Mission Winnow  | Ferrari SF90                  | Ferrari 1.6T V6  | P     |
| 7  | Kimi Räikkönen     | Alfa Romeo Racing                | Alfa Romeo C38                | Ferrari 1.6T V6  | P     |
| 8  | Romain Grosjean    | Rich Energy Haas F1 Team         | Haas VF-19                    | Ferrari 1.6T V6  | P     |
| 10 | Pierre Gasly       | Aston Martin Red Bull Racing     | Red Bull RB15                 | Honda 1.6T V6    | P     |
| 11 | Sergio Pérez       | SportPesa Racing Point F1 Team   | Racing Point RP19             | Mercedes 1.6T V6 | P     |
| 16 | Charles Leclerc    | Scuderia Ferrari Mission Winnow  | Ferrari SF90                  | Ferrari 1.6T V6  | P     |
| 18 | Lance Stroll       | SportPesa Racing Point F1 Team   | Racing Point RP19             | Mercedes 1.6T V6 | P     |
| 20 | Kevin Magnussen    | Rich Energy Haas F1 Team         | Haas VF-19                    | Ferrari 1.6T V6  | P     |
| 23 | Alexander Albon    | Red Bull Toro Rosso Honda        | Toro Rosso STR14              | Honda 1.6T V6    | P     |
| 26 | Daniił Kwiat       | Red Bull Toro Rosso Honda        | Toro Rosso STR14              | Honda 1.6T V6    | P     |
| 27 | Nico Hülkenberg    | Renault F1 Team                  | Renault R.S.19                | Renault 1.6T V6  | P     |
| 33 | Max Verstappen     | Aston Martin Red Bull Racing     | Red Bull RB15                 | Honda 1.6T V6    | P     |
| 40 | Nicholas Latifi    | ROKiT Williams Racing            | Williams FW42                 | Mercedes 1.6T V6 | P     |
| 44 | Lewis Hamilton     | Mercedes-AMG Petronas Motorsport | Mercedes AMG F1 W10 EQ Power+ | Mercedes 1.6T V6 | P     |
| 55 | Carlos Sainz Jr.   | McLaren F1 Team                  | McLaren MCL34                 | Renault 1.6T V6  | P     |
| 63 | George Russell     | ROKiT Williams Racing            | Williams FW42                 | Mercedes 1.6T V6 | P     |
| 77 | Valtteri Bottas    | Mercedes-AMG Petronas Motorsport | Mercedes AMG F1 W10 EQ Power+ | Mercedes 1.6T V6 | P     |
| 88 | Robert Kubica      | ROKiT Williams Racing            | Williams FW42                 | Mercedes 1.6T V6 | P     |
| 99 | Antonio Giovinazzi | Alfa Romeo Racing                | Alfa Romeo C38                | Ferrari 1.6T V6  | P     |
| Nr | Kierowca           | Zespół                           | Samochód                      | Silnik           | Opony |

## Wyniki

### Sesje treningowe
Źródło: formula1.com
| Sesja | Nr | Kierowca         | Konstruktor | Czas     | Okr. |
| ----- | -- | ---------------- | ----------- | -------- | ---- |
| 1     | 44 | Lewis Hamilton   | Mercedes    | 1:12,767 | 31   |
| 2     | 16 | Charles Leclerc  | Ferrari     | 1:12,177 | 39   |
| 3     | 5  | Sebastian Vettel | Ferrari     | 1:10,843 | 19   |

### Kwalifikacje
Źródło: formula1.com
| P                    | Nr | Kierowca           | Konstruktor  | Czasy w kwalifikacjach | Czasy w kwalifikacjach | Czasy w kwalifikacjach | Poz. s. |
| P                    | Nr | Kierowca           | Konstruktor  | Q1                     | Q2                     | Q3                     | Poz. s. |
| -------------------- | -- | ------------------ | ------------ | ---------------------- | ---------------------- | ---------------------- | ------- |
| 1                    | 5  | Sebastian Vettel   | Ferrari      | 1:11,200               | 1:11,142               | 1:10,240               | 1       |
| 2                    | 44 | Lewis Hamilton     | Mercedes     | 1:11,518               | 1:11,010               | 1:10,446               | 2       |
| 3                    | 16 | Charles Leclerc    | Ferrari      | 1:11,214               | 1:11,205               | 1:10,920               | 3       |
| 4                    | 3  | Daniel Ricciardo   | Renault      | 1:11,837               | 1:11,532               | 1:11,071               | 4       |
| 5                    | 10 | Pierre Gasly       | Red Bull     | 1:12,023               | 1:11,196               | 1:11,079               | 5       |
| 6                    | 77 | Valtteri Bottas    | Mercedes     | 1:11,229               | 1:11,095               | 1:11,101               | 6       |
| 7                    | 27 | Nico Hülkenberg    | Renault      | 1:11,720               | 1:11,553               | 1:11,324               | 7       |
| 8                    | 4  | Lando Norris       | McLaren      | 1:11,780               | 1:11,735               | 1:11,863               | 8       |
| 9                    | 55 | Carlos Sainz Jr.   | McLaren      | 1:11,750               | 1:11,572               | 1:13,981               | 111     |
| 10                   | 20 | Kevin Magnussen    | Haas         | 1:12,107               | 1:11,786               | –                      | PL2     |
| 11                   | 33 | Max Verstappen     | Red Bull     | 1:11,619               | 1:11,800               |                        | 9       |
| 12                   | 26 | Daniił Kwiat       | Toro Rosso   | 1:11,965               | 1:11,921               |                        | 10      |
| 13                   | 99 | Antonio Giovinazzi | Alfa Romeo   | 1:12,122               | 1:12,136               |                        | 12      |
| 14                   | 23 | Alexander Albon    | Toro Rosso   | 1:12,020               | 1:12,193               |                        | 13      |
| 15                   | 8  | Romain Grosjean    | Haas         | 1:12,109               | –                      |                        | 14      |
| 16                   | 11 | Sergio Pérez       | Racing Point | 1:12,197               |                        |                        | 15      |
| 17                   | 7  | Kimi Räikkönen     | Alfa Romeo   | 1:12,230               |                        |                        | 16      |
| 18                   | 18 | Lance Stroll       | Racing Point | 1:12,266               |                        |                        | 17      |
| 19                   | 63 | George Russell     | Williams     | 1:13,617               |                        |                        | 18      |
| 20                   | 88 | Robert Kubica      | Williams     | 1:14,393               |                        |                        | 19      |
| 107% czasu: 1:16.184 |    |                    |              |                        |                        |                        |         |

Uwagi
- 1 – Carlos Sainz Jr. został cofnięty o 3 pozycje za zablokowanie Alexandra Albona w czasie kwalifikacji
- 2 – Kevin Magnussen został zobowiązany do startu z pit lane, w związku z wymianą podwozia po wypadku w kwalifikacjach

### Wyścig
Źródło: formula1.com
| P  | Nr | Kierowca           | Konstruktor  | Okr. | Czas             | Start | Punkty |
| -- | -- | ------------------ | ------------ | ---- | ---------------- | ----- | ------ |
| 1  | 44 | Lewis Hamilton     | Mercedes     | 70   | 1:29:07,084      | 2     | 25     |
| 2  | 5  | Sebastian Vettel   | Ferrari      | 70   | +3,6581          | 1     | 18     |
| 3  | 16 | Charles Leclerc    | Ferrari      | 70   | +4,696           | 3     | 15     |
| 4  | 77 | Valtteri Bottas    | Mercedes     | 70   | +51,043          | 6     | 132    |
| 5  | 33 | Max Verstappen     | Red Bull     | 70   | +57,655          | 9     | 10     |
| 6  | 3  | Daniel Ricciardo   | Renault      | 69   | +1 okrążenie     | 4     | 8      |
| 7  | 27 | Nico Hülkenberg    | Renault      | 69   | +1 okrążenie     | 7     | 6      |
| 8  | 10 | Pierre Gasly       | Red Bull     | 69   | +1 okrążenie     | 5     | 4      |
| 9  | 18 | Lance Stroll       | Racing Point | 69   | +1 okrążenie     | 17    | 2      |
| 10 | 26 | Daniił Kwiat       | Toro Rosso   | 69   | +1 okrążenie     | 10    | 1      |
| 11 | 55 | Carlos Sainz Jr.   | McLaren      | 69   | +1 okrążenie     | 11    |        |
| 12 | 11 | Sergio Pérez       | Racing Point | 69   | +1 okrążenie     | 15    |        |
| 13 | 99 | Antonio Giovinazzi | Alfa Romeo   | 69   | +1 okrążenie     | 12    |        |
| 14 | 8  | Romain Grosjean    | Haas         | 69   | +1 okrążenie     | 14    |        |
| 15 | 7  | Kimi Räikkönen     | Alfa Romeo   | 69   | +1 okrążenie     | 16    |        |
| 16 | 63 | George Russell     | Williams     | 68   | +2 okrążenia     | 18    |        |
| 17 | 20 | Kevin Magnussen    | Haas         | 68   | +2 okrążenia     | PL    |        |
| 18 | 88 | Robert Kubica      | Williams     | 67   | +3 okrążenia     | 19    |        |
| NS | 23 | Alexander Albon    | Toro Rosso   | 59   | NU (kolizja)     | 13    |        |
| NS | 4  | Lando Norris       | McLaren      | 8    | NU (zawieszenie) | 8     |        |

Uwagi
- 1 – Sebastian Vettel ukończył wyścig pierwszy, ale otrzymał karę 5 sekund za niebezpieczny powrót na tor i zepchnięcie Lewisa Hamiltiona z toru
- 2 – Jeden dodatkowy punkt jest przyznawany kierowcy, który ustanowił najszybsze okrążenie w wyścigu, pod warunkiem, że ukończył wyścig w pierwszej 10

### Najszybsze okrążenie
| Nr | Kierowca        | Konstruktor | Czas     | Okr. |
| -- | --------------- | ----------- | -------- | ---- |
| 77 | Valtteri Bottas | Mercedes    | 1:13.078 | 69   |

## Klasyfikacja po wyścigu

### Kierowcy
| P  | +/− | Kierowca           | Starty | Punkty | P1 | P2 | P3 | PP | NO | NS |
| -- | --- | ------------------ | ------ | ------ | -- | -- | -- | -- | -- | -- |
| 1  | 0   | Lewis Hamilton     | 7      | 162    | 5  | 2  | –  | 2  | 1  | –  |
| 2  | 0   | Valtteri Bottas    | 7      | 133    | 2  | 3  | 1  | 3  | 2  | –  |
| 3  | 0   | Sebastian Vettel   | 7      | 100    | –  | 2  | 2  | 1  | –  | –  |
| 4  | 0   | Max Verstappen     | 7      | 88     | –  | –  | 2  | –  | –  | –  |
| 5  | 0   | Charles Leclerc    | 7      | 72     | –  | –  | 2  | 1  | 2  | 1  |
| 6  | 0   | Pierre Gasly       | 7      | 36     | –  | –  | –  | –  | 2  | 1  |
| 7  | 0   | Carlos Sainz Jr.   | 7      | 18     | –  | –  | –  | –  | –  | 1  |
| 8  | +5  | Daniel Ricciardo   | 7      | 16     | –  | –  | –  | –  | –  | 2  |
| 9  | −1  | Kevin Magnussen    | 7      | 14     | –  | –  | –  | –  | –  | –  |
| 10 | −1  | Sergio Pérez       | 7      | 13     | –  | –  | –  | –  | –  | –  |
| 11 | −1  | Kimi Räikkönen     | 7      | 13     | –  | –  | –  | –  | –  | –  |
| 12 | −1  | Lando Norris       | 7      | 12     | –  | –  | –  | –  | –  | 2  |
| 13 | +2  | Nico Hülkenberg    | 7      | 12     | –  | –  | –  | –  | –  | 1  |
| 14 | −2  | Daniił Kwiat       | 7      | 10     | –  | –  | –  | –  | –  | 2  |
| 15 | −1  | Alexander Albon    | 7      | 7      | –  | –  | –  | –  | –  | 1  |
| 16 | 0   | Lance Stroll       | 7      | 6      | –  | –  | –  | –  | –  | 1  |
| 17 | 0   | Romain Grosjean    | 7      | 2      | –  | –  | –  | –  | –  | 3  |
| 18 | 0   | Antonio Giovinazzi | 7      | 0      | –  | –  | –  | –  | –  | –  |
| 19 | 0   | George Russell     | 7      | 0      | –  | –  | –  | –  | –  | –  |
| 20 | 0   | Robert Kubica      | 7      | 0      | –  | –  | –  | –  | –  | –  |
| P  | +/− | Kierowca           | Starty | Punkty | P1 | P2 | P3 | PP | NO | NS |

### Konstruktorzy
| P  | +/− | Konstruktor               | Starty | Punkty | P1 | P2 | P3 | PP | NO | NS |
| -- | --- | ------------------------- | ------ | ------ | -- | -- | -- | -- | -- | -- |
| 1  | 0   | Mercedes                  | 14     | 295    | 7  | 5  | 1  | 5  | 3  | –  |
| 2  | 0   | Ferrari                   | 14     | 172    | –  | 2  | 4  | 2  | 2  | 1  |
| 3  | 0   | Red Bull Racing-Honda     | 14     | 124    | –  | –  | 2  | –  | 2  | 1  |
| 4  | 0   | McLaren-Renault           | 14     | 30     | –  | –  | –  | –  | –  | 3  |
| 5  | +3  | Renault                   | 14     | 28     | –  | –  | –  | –  | –  | 3  |
| 6  | −1  | Racing Point-BWT Mercedes | 14     | 19     | –  | –  | –  | –  | –  | 1  |
| 7  | −1  | Scuderia Toro Rosso-Honda | 14     | 17     | –  | –  | –  | –  | –  | 3  |
| 8  | −1  | Haas-Ferrari              | 14     | 16     | –  | –  | –  | –  | –  | 3  |
| 9  | 0   | Alfa Romeo Racing-Ferrari | 14     | 13     | –  | –  | –  | –  | –  | –  |
| 10 | 0   | Williams-Mercedes         | 14     | 0      | –  | –  | –  | –  | –  | –  |
| P  | +/− | Konstruktor               | Starty | Punkty | P1 | P2 | P3 | PP | NO | NS |